# Серпищина (Логойський район)
Серпищина — (біл. вёска Сярпішчына), село (веска) в складі Логойського району розташоване в Мінській області Білорусі, підпорядковане Янушковицькій сільській раді.
Село Серпищина розташоване в центральних районах Білорусі, в північній частині Мінської області - орієнтовне розташування.